# 梁成富
梁成富（?—1865年6月26日）清广西鬱林人，1860年封「則天義」，1861年封「啟王」，太平天国後期将领。

## 領導捻軍
- 1862年2月，与蓝成春、陈得才、赖文光四王併征西北，自安徽庐州渡淮河，进河南，入陕西。5月，攻西安，勝陝西巡撫劉蓉湘軍。
- 1864年9月18日攻克甘肃阶州城（今武都），击毙知州沈凤才。清川督骆秉章、陕西湘果军总兵蕭慶高、甘肃按察使林之望率三路人马圍攻，他孤军奋战，坚守阶州城九个月。
- 6月6日城陷，1865年6月26日於成都被清廷處決。